# Lincoln (Neuseeland)

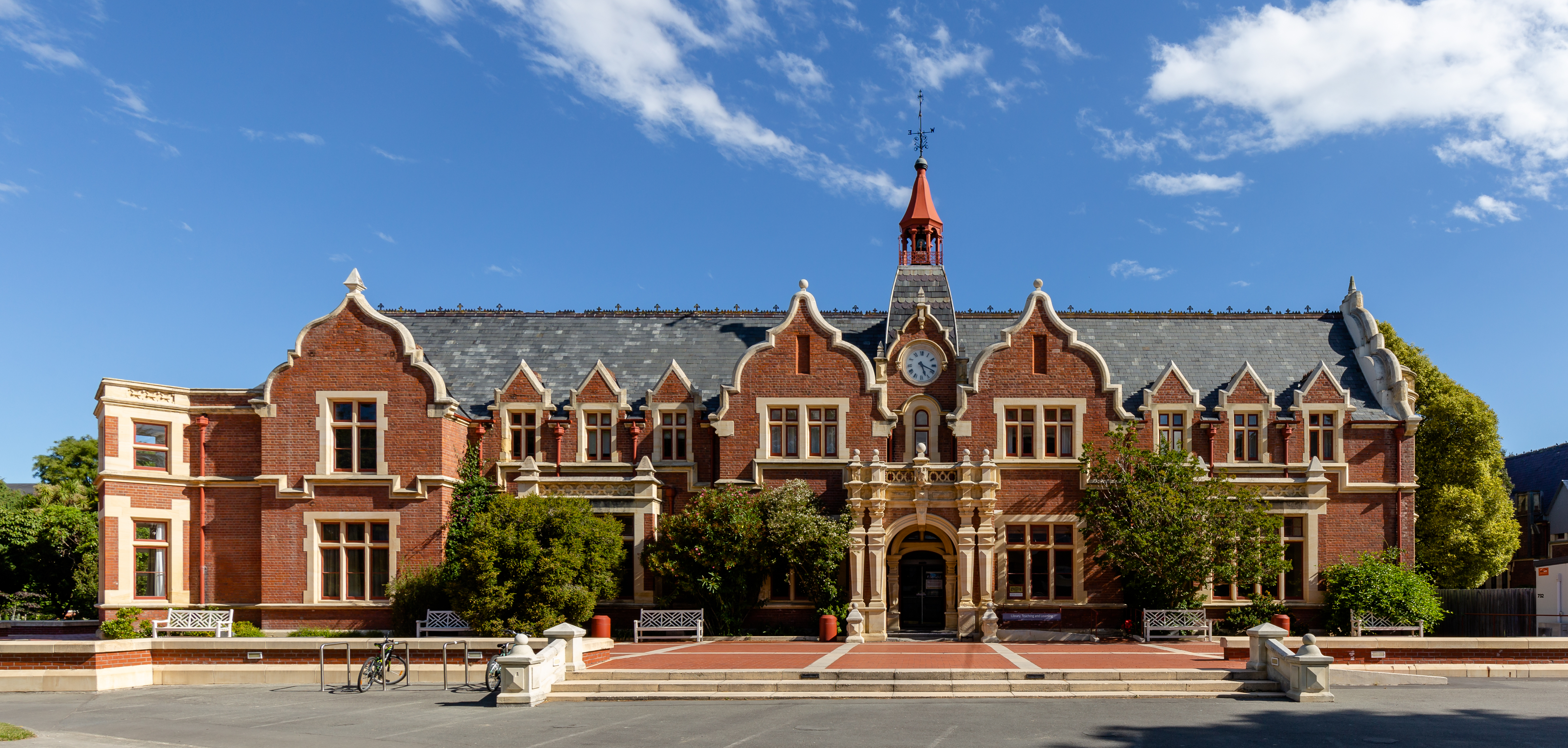
Ivey Hall, Bibliothek der Universität Lincoln

Lincoln ist ein Ort im Selwyn District in der Region Canterbury auf der Südinsel von Neuseeland.

## Geographie
Der Ort liegt am Rand der Canterbury Plains westlich der Banks Peninsula, rund 20 km südwestlich von Christchurch. Zum Zensus im Jahr 2013 zählte der Ort 3924 Einwohner.

## Geschichte
Lincoln war ein Eisenbahnknotenpunkt der 1875 erbauten Eisenbahnlinie Southbridge Branch. Die Strecke wurde im Jahre 1962 stillgelegt.

## Bildung
Der Ort beherbergt die Lincoln University, die als drittälteste Universität des Landes gilt.

## Persönlichkeiten
- Carolyn Burns (* 1942), Zoologin und Hochschullehrerin